# Vaso de plata de Enmetena

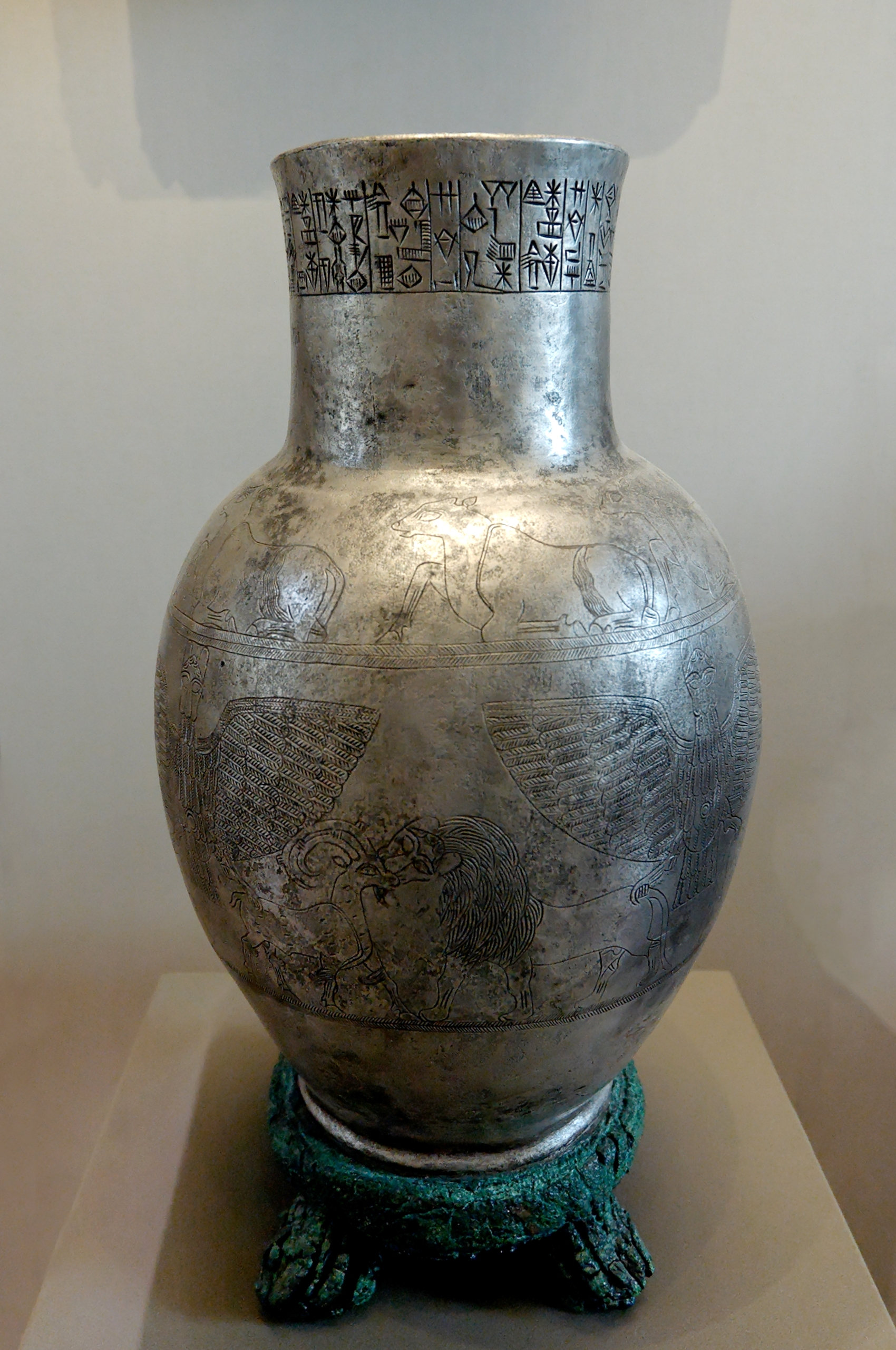
Vaso de plata de Entemena, rey de Lagash.

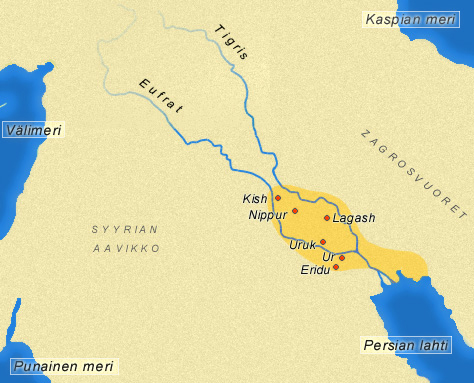
Zona de influencia de la civilización sumeria.

El Vaso de plata de Entemena data del año 2400 a. C., y fue elaborado en época de la civilización sumeria, considerada la primera y más antigua civilización de la historia, que se extendió por el sur de Mesopotamia, en la zona de los ríos Tigris y Éufrates, (actual Irak) 

## Hallazgo
La pieza fue hallada en la antigua ciudad sumeria de Girsu, actualmente Tel Telloh, en la provincia de Dhi Qar, Irak.

## Características e historia
- Forma ovoidal con soporte de cuatro patas de cobre.
- Altura: 35 centímetros.
- Diámetro: 18 centímetros.
- Material: plata.
- Consta de cuatro águilas con cabeza de león que representan al dios-pájaro Imdugud.

El vaso de plata fue un obsequio del rey de la ciudad de Lagash: Enmetena (2404-2375 a. C.) al dios de la lluvia Ningirsu y está considerada una obra cumbre de la orfebrería sumeria.
La pieza se halla expuesta en el Museo del Louvre en París.

El jarrón de plata de Entemena es un texto votivo dedicado al dios Ningirsu. Entemena fue el Rey de Lagash y sobrino de Eannatum. En tiempos de Ennanatum, padre de Entemena, inició un conflicto territorial con el Rey Urlumma de Umma. Debido a la victoria durante este conflicto Entemena dedica esta Jarra a Ningirsu, Dios principal de la Dinastía de Lagash.
Traducción hecha por Federico Guillermo Dell' Elicine:

Para Ningirsu, héroe de Enlil,
Entemena, Gobernador de Lagash 
elegido por el corazón de Nanshe
Gran Gobernador de Ningirsu

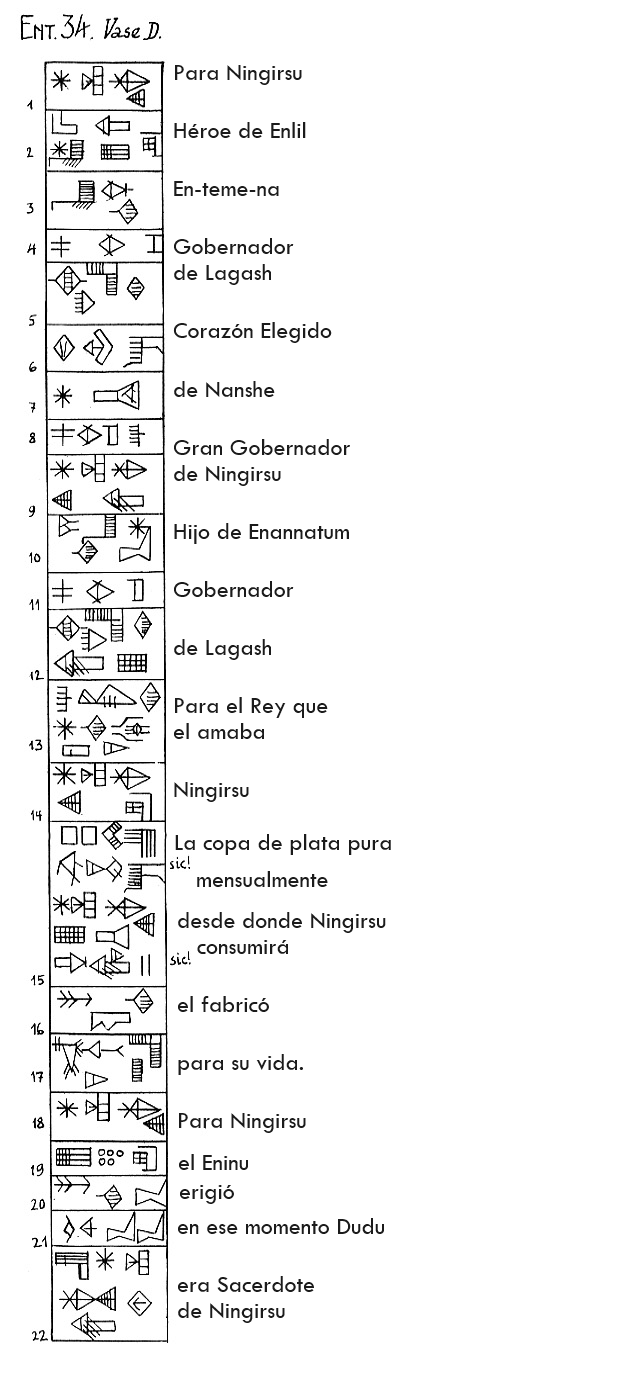
Traducción del Jarrón de Entemena realizada por el Profesor Federico G Dell' Elicine

Hijo de Enannatum, Gobernador de Lagash
Para el Rey que el amaba, Ningirsu. 
La copa de plata pura 
desde el cual mensualmente 
Ningirsu consumirá
él le fabrico para su vida.
Para Ningirsu el Eninnu construyo
en el tiempo en que Dudu
era Sacerdote de Ningirsu
- Datos: Q2015169
- Multimedia: Vase dedicated to Ningirsu by Entemena-AO 2674 / Q2015169